# Berlin-Charlottenburg
Berlin-Charlottenburg je železniční stanice, která se nachází ve stejnojmenné čtvrti v bývalém Západním Berlíně. Slouží jednak běžným vlakům, jednak i zdejšímu systému S-Bahnu.
Nádraží bylo otevřeno jako západní konečná městské trati (Stadtbahn) 7. února 1882. Jeho součástí byla dříve i historická nádražní budova, poničená za druhé světové války, později opravená a nakonec 6. července 1971 zbořená a nahrazená zcela novou funkcionalistickou. Roku 1984 také odsud začal jezdit první vlak S-Bahnu, provozovaný západoněmeckým dopravcem BVG (na ostatních spojích zajišťoval dopravu východoněmecký BVB). Roku 2003 byla vybudována nová cesta z nádraží k metru, do stanice Wilmersdorfer Straße, která zajišťuje spojení nádraží se sítí podzemní dráhy.